# Buichi Terasawa
Buichi Terasawa (寺沢 武一 Terasawa Buichi?) (Asahikawa, Hokkaidō 30 de marzo de 1955 - 8 de septiembre de 2023) fue un dibujante mangaka japonés. Entre sus trabajos más conocidos están Super Agente Cobra y Goku Midnight Eye.

## Biografía
En sus inicios, cuando aún era desconocido, contribuyó con dibujos para una revista que le permitió ganar un premio, un suceso que lo catapultó al mundo de la Historieta.
En 1976, se mudó a Tokio y comenzó a estudiar con el reconocido mangaka japonés Osamu Tezuka. Durante el período en que trabajaba en el Departamento de Manga de Producciones Tezuka, un trabajo de ilustración que realizó, llamado "Mother Earth, Turn Green Again", obtuvo el Premio Tezuka. En 1977, comenzó a dibujar para el Weekly Shōnen Jump, una publicación de manga japonés.
En 1978 creó una historia de temática de Acción con la ciencia ficción, que lo llevó a la fama inmediata Super Agente Cobra publicado en la Shūkan Shōnen Jump por la editorial Shūeisha, influenciado en parte por un escrito de Philip K. Dick titulado We Can Remember It for You Wholesale, fue adaptado al Anime en 1982, dirigido por Osamu Desaki.
Desde comienzos de los años 80, Terasawa comenzó a vislumbrar al computador como una herramienta de ayuda en el proceso creativo. En 1985, produjo una historieta de ocho colores llamada "Black Knight Bat".
En 1987 publica Goku Midnight Eye agregando elementos a la trama, como la leyenda de Sun Wukong pero adaptado al subgénero Cyberpunk, publicado en Comics Birz, el OVA fue dirigido por Yoshiaki Kawajiri en 1989, la serie se ha lanzado en países como Estados Unidos y en Europa al igual que su obra anterior.
En los años siguientes, en paralelo con los avances en la computación, creó "Takeru - Letter of the Law" de (1993), la primera historieta generada con gráficos computacionales, inspirado en la época del Japón antiguo, la ciencia ficción y los Ninjas. Terasawa publica a finales de los 90 "Gun Dragon Sigma" de (1999) en estas series posteriores, solo el personaje principal es dibujado a mano y muchos otros trabajos con gran influencia en la gráfica digital.
Incluso ahora, cuando los libros de historietas creados con el uso de gráficos computacionales se han vuelto comunes, muy pocos artistas han logrado equiparar sus ideas con la calidad deseada utilizando esta herramienta.[cita requerida]
Algunas obras representativas incluyen un trabajo en formato CD-ROM para utilizar en PC, entre las que están Cobra II: A Man of Legend y OVAs como Goku Midnight Eye I y II, Karasu Tengu Kabuto y otros.
Actualmente, las ventas anuales de su catálogo de historieas y productos derivados, superan las 20 millones de copias. Sus trabajos son traducidos y publicados en más de diez países.
Mientras, el director de cine Luc Besson se encontraba en Japón promoviendo su película El quinto elemento, se encontró con Buichi Terasawa, para discutir sobre el estado actual de la temática de la ciencia ficción. Besson es un reconocido admirador del trabajo de Teresawa, parcialmente debido a la enorme popularidad de que goza la serie Super Agente Cobra en Francia.

### Fallecimiento
Terasawa falleció el 8 de septiembre de 2023 como consecuencia de un ataque al corazón a los 68 años de edad. Años antes de su muerte, Terasawa había sido diagnosticado con un tumor maligno en su cerebro que a pesar de una intervención quirúrgica y sesiones de quimioterapia tuvo una recaída que lo dejó paralizado del lado izquierdo de su cuerpo.

## Mangas
- Cobra (1978)
- Black Knight Bat (1985)
- Karasu Tengu Kabuto (1987)
- Goku Midnight Eye (1987)
- Takeru (1993)
- Gun Dragon Sigma (1999)